# Schütze (Sternbild)

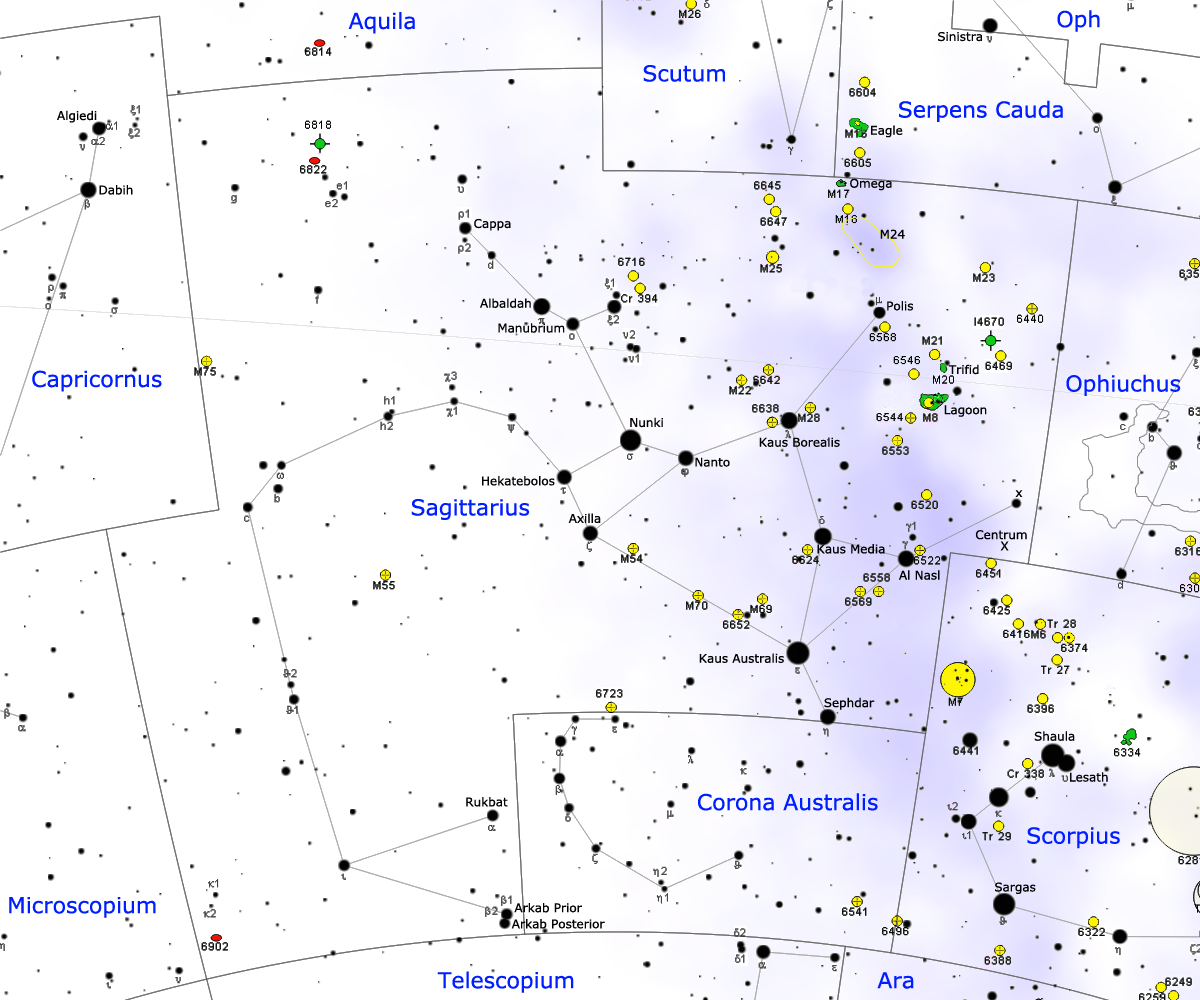
Karte des Sternbilds Schütze mit Sternbenennung

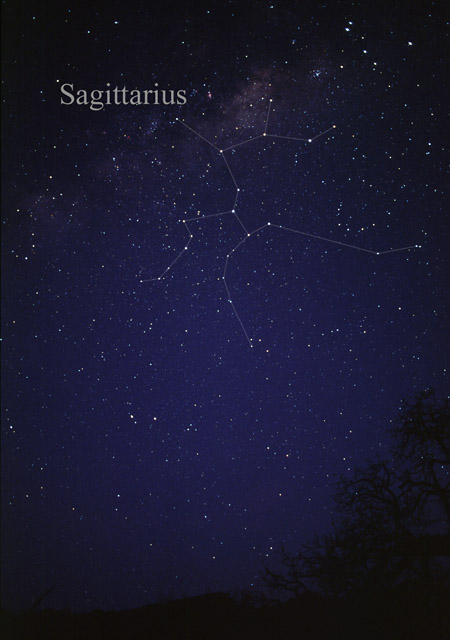
Das Sternbild Schütze, wie es mit dem bloßen Auge gesehen werden kann

Der Schütze (lateinisch Sagittarius, astronomisches Zeichen ♐) ist ein Sternbild der Ekliptik.

## Beschreibung
Der Schütze ist das südlichste Tierkreis-Sternbild, er liegt zwischen dem Skorpion und dem Steinbock (Capricorn).
Die hellsten Sterne des Schützen bilden eine Form, die an einen Teekessel erinnert. Im englischen Sprachraum wird er daher häufig als „Teapot“ bezeichnet.
Der Schütze liegt in den sternenreichsten Bereichen der Milchstraße; in dieser Richtung befindet sich das galaktische Zentrum. Daher findet man im Schützen eine Vielzahl nebliger Objekte, wie offene Sternhaufen, Kugelsternhaufen und Gasnebel. Bereits im Prismenfernglas bietet der Schütze einen prächtigen Anblick. Von Deutschland aus ist er allerdings nicht gut zu beobachten, da er aufgrund seiner südlichen Lage im Sommer tief am Himmel steht.
Durch den Schützen zieht sich die Ekliptik, daher wandern die Sonne, der Mond und die Planeten durch dieses Sternbild. Die Sonne hält sich derzeit vom 18. Dezember bis zum 20. Januar im Schützen auf.

## Geschichte
Der Ursprung des Namens des Sternbildes geht vermutlich auf ein frühes Volk von Reiternomaden zurück und wurde von den Sumerern übernommen.
Bei den Babyloniern verkörperten die Sterne Pabilsang, einen Gott mit Löwenkopf und Flügeln.
Für die alten Ägypter und Inder stellte das Sternbild einen Reiter oder Bogenschützen dar.
Bei den Griechen der Antike existierten unterschiedliche Deutungen. So sah man darin einen weiteren Zentauren am Himmel oder Krotos, einen Menschen, der die Kunst des Bogenschießens erfand.
Das Sternbild war Namensgeber und bestimmte die ursprüngliche Position des Tierkreiszeichens Schütze. Aufgrund der Präzessionsbewegung der Erdachse hat sich der Zeitpunkt des Sonnendurchgangs allerdings gegenüber der Antike verschoben.
Der Schütze gehört zu den klassischen 48 Sternbildern, die von Ptolemäus beschrieben wurden.
1932 entdeckte Karl Jansky im Schützen die starke Radioquelle Sagittarius A*. Nach derzeitigem Forschungsstand handelt es sich dabei um ein supermassives Schwarzes Loch mit ca. 4,3 Millionen Sonnenmassen im Zentrum der Milchstraße.
Am 15. August 1977 wurde das so genannte Wow-Signal für 72 Sekunden vermutlich vom Sternbild Schütze empfangen. Die Natur des Signals bleibt jedoch ungeklärt.

## Mythologie
Der Schütze ist ein schwierig zu deutendes Sternbild. Oft wird dem Sternbild der Zentaur Cheiron zugeordnet. Nicht nur, weil dieser ein guter Bogenschütze war, sondern auch weil er einen Pfeil auf den Skorpion schoss, der den Jäger Orion stach und dies leicht erkennbar ist, wenn man die Sternbilder Skorpion und Schütze nebeneinander sieht. Dies ist dennoch sehr unwahrscheinlich, da Cheiron bereits als Zentaur am Himmel zu sehen ist. 
Die Sage über den Satyr Krotos, Sohn des Pan und der Eupheme, der Amme der Musen, ist möglicherweise auch erst nachträglich zugeordnet worden.
Darüber hinaus enthält die griechische Mythologie keinen konkreten Hinweis, ob dieser Zentaur einen besonderen Charakter darstellt. Es könnte sich einfach nur um einen normalen Ableger der Zentaurenrasse handeln. Dies ist möglich, weil die Griechen das Sternbild von den Babyloniern übernommen haben. Für die Babylonier könnte das Sternbild eine Form ihres Hauptgottes Marduk darstellen.

## Himmelsobjekte

### Sterne
| B   | F  | Namen o. andere Bezeichnungen        | Größe (mag) | Lj      | Spektralklasse |
| --- | -- | ------------------------------------ | ----------- | ------- | -------------- |
| ε   | 20 | Epsilon Sagittarii, Kaus Australis   | 1,9         | 143     | B9.5 III       |
| σ   |    | Sigma Sagittarii, Nunki              | 2,05        | 224     | B2.5 V         |
| ζ   | 38 | Askella                              | 2,60        | 89      | A3 IV          |
| δ   | 19 | Delta Sagittarii, Kaus Medius        | 2,72        | ca. 350 | K3 III         |
| λ   | 22 | Lambda Sagittarii, Kaus Borealis     | 2,82        | 78      | K0 IV          |
| π   | 41 | Albaldah                             | 2,88        | 440     | F2 II/III      |
| γ2  | 10 | Gamma Sagittarii, Alnasl oder Nash   | 2,98        | 96      | K0 III         |
| η   |    | Eta Sagittarii, Sephdar, Ira Furoris | 3,10        | 149     | M2 III         |
| φ   | 27 | Phi Sagittarii, Nanto                | 3,17        | 231     | B8.5 III       |
| τ   | 40 | Tau Sagittarii, Hekatebolos          | 3,31        | 120     | K1 / K2III     |
| ξ2  | 37 | Xi Sagittarii                        | 3,52        | 372     | G8 / K0II/III  |
| ο   | 39 | Manubrij                             | 3,76        | 139     | K0 III         |
| μ   | 13 | Polis                                | 3,84        | 3912    | B2 III         |
| ρ1  | 44 | Cappa                                | 3,92        | 122     | F0 III/IV      |
| β1  |    | Arkab Prior                          | 3,96        | 378     | B9 V           |
| α   |    | Alpha Sagittarii, Rukbat             | 3,97        | 170     | B8 V           |
| ι   |    |                                      | 4,12        | 189     | K0 III         |
| β2  |    | Arkab Posterior                      | 4,27        | 139     | F2 III         |
| θ1  |    |                                      | 4,37        | 618     | B2.5 IV        |
| 400 |    | V3872                                | 4,43        | 448     | M4 III         |
| υ   | 46 |                                      | 4,52        | 1673    | F2p            |
| 400 | 3  | X                                    | 4,53        | 1077    | F7 II          |
| b1  | 59 |                                      | 4,54        | 1208    | K3 III         |
| 400 |    | HR 6766                              | 4,55        | 348     | K0 III Cnpvar  |
| h2  | 52 |                                      | 4,59        | 189     | B8 / B9V       |
| 400 |    | HR 6842                              | 4,66        | 700     | K3 III         |
| γ1  |    |                                      | 4,66        | 2078    | G0 Ib/II       |
| ω   | 58 | Omega Sagittarii                     | 4,7         | ca. 85  | G5 IV          |
| 400 | 4  |                                      | 4,74        | 437     | B9 V           |
| 400 |    | HR 7652                              | 4,77        | 405     | K4 III         |
| 400 | 21 |                                      | 4,81        | 597     | A1 / A2V       |
| 400 | 60 |                                      | 4,84        | 341     | G8 II/III      |
| ν1  | 32 | Ain al Rami                          | 4,86        | 1853    | K1 II          |
| ψ   |    |                                      | 4,86        | 330     | K0 / K1III     |
| 400 |    | HR 7029                              | 4,86        | 451     | B2 V           |
| f   | 56 |                                      | 4,87        | 205     | K0 III         |
| d   | 43 |                                      | 4,88        | 536     | K0 III         |
| 400 | 11 |                                      | 4,96        | 244     | K0III          |
| 400 |    | HR 7659                              | 4,99        | 325     | K1 III/IV      |
| ν2  | 35 |                                      | 5,00        | 270     | K1 Ib/II       |
| 400 |    | HR 6693                              | 5,00        | 935     | K5 / M0III     |
| 400 | 61 |                                      | 5,01        | 292     | A2 V           |
| χ1  | 47 |                                      | 5,02        | 221     | A4 IV/V        |
| ξ1  | 36 |                                      | 5,02        | 5018    | B9.5 Ib        |
| e2  | 55 |                                      | 5,06        | 175     | F3 IV/V        |
| 400 |    | HR 6944                              | 5,12        | 213     | B9 / B9.5 V    |
| 400 | 29 |                                      | 5,22        | 750     | K2 III         |
| 400 |    | HR 6960                              | 5,28        | 2234    | B2 III/IV      |
| 400 | 15 |                                      | 5,29        |         | B0/1Ia/ab      |
| θ2  |    |                                      | 5,30        | 157     | A4 / A5IV      |
| 400 |    | HR 7703                              | 5,32        | 20      | K2 V           |
| 400 |    | V3961                                | 5,32        | 339     | A0p            |
| 400 |    | V4050                                | 5,33        | 619     | B7 Ib/II       |
| 400 | 7  |                                      | 5,37        | 1106    | F2 / F3 II/III |
| 400 |    | HR 6936                              | 5,37        | 350     | A5 V           |
| 400 | 28 |                                      | 5,37        | 1279    | K5 III         |
| χ3  |    |                                      | 5,45        | 506     | K3 III         |
| 400 |    | HR 7454                              | 5,46        | 101     | F7 V           |
| 400 |    | HR 7398                              | 5,46        | 254     | K1 / K2 III    |
| 400 | 14 |                                      | 5,49        | 506     | K2 III         |
| 400 | 24 |                                      | 5,49        | 3434    | K3 III         |
| 400 |    | HR 7496                              | 5,49        | 120     | F5 V           |
| 400 |    | HR 7211                              | 5,49        | 546     | A0 V           |

Der hellste Stern im Schützen ist Epsilon Sagittarii, ein 145 Lichtjahre entfernter Blauer Riese mit der 250fachen Leuchtkraft unserer Sonne. Im Prismenfernglas erscheint er als Doppelstern. In einem Abstand von 3,3 Bogenminuten wird ein Stern der 7. Größenklasse sichtbar. Es handelt sich allerdings nicht um ein Sternsystem, bei dem die Sterne durch die Schwerkraft aneinander gebunden sind. Beide Sterne liegen nur von der Erde aus gesehen in derselben Richtung. Der Name Kaus Australis ist aus dem Lateinischen und Arabischen zusammengesetzt und bedeutet „Südlicher Bogen“.
Sigma Sagittarii, ebenfalls ein Blauer Riese, ist 245 Lichtjahre entfernt. Der Name Nunki geht auf den sumerischen Gott Ninki zurück.
Zeta Sagittarii ist ein 89 Lichtjahre entfernter, weiß leuchtender Stern der Spektralklasse A3. Der Name Askella bedeutet „Achsel“ (des Schützen).
Der orange leuchtende Gamma Sagittarii ist 96 Lichtjahre entfernt und gehört der Spektralklasse K0 III an. Der Name Alnasl ist arabischen Ursprungs und leitet sich von „Pfeilspitze“ ab.
Alpha Sagittarii ist nicht, wie meist üblich, der hellste Stern des Sternbildes, sondern lediglich ein Stern der 3. Größenklasse. Er ist 170 Lichtjahre entfernt. Sein Name Rukbat kommt ebenfalls aus dem Arabischen und bezeichnet das „Knie“ des Schützen.

### Doppelsterne
| System | Vmag | Abstand |
| ------ | ---- | ------- |
| ε      | 1,9  | 2,4″    |
| σ      | 2,05 | 309″    |
| ζ      | 2,60 | 75″     |
| π      | 2,88 | 0,1″    |
| μ      | 3,84 | 16,9″   |

### Veränderliche Sterne
| Stern | Größe        | Periode    | Typ                      |
| ----- | ------------ | ---------- | ------------------------ |
| R     | 6,7 bis 12,8 | 268,8 Tage | Mira-Typ                 |
| W     | 4,3 bis 5,1  | 7,595 Tage | Cepheid                  |
| X     | 4,3 bis 4,9  | 7,011      | Cepheid                  |
| RY    | 6,0 bis 15   |            | R-Coronae-Borealis-Stern |
| RR    | 6 bis 14     | 334,6      | Mira                     |
| RU    | 6 bis 14     | 240,3      | Mira                     |

W und X Sagittarii sind veränderliche Sterne vom Typ der Cepheiden. Diese Sterne pulsieren regelmäßig und verändern dabei ihre Helligkeit.
RR und RU Sagittarii sind Veränderliche vom Mira-Typ. Sterne dieses Typs weisen über lange Zeiträume starke Helligkeitsschwankungen auf.

### Messier- und NGC-Objekte
| Messier (M) | NGC  | sonstige | Vmag | Typ                    | Name                      |
| ----------- | ---- | -------- | ---- | ---------------------- | ------------------------- |
| M 8         | 6253 |          | 6,0  | Gasnebel               | Lagunennebel              |
| M 17        | 6618 |          | 6,0  | Gasnebel               | Omeganebel, Schwanennebel |
| M 18        | 6613 |          | 7,1  | Offener Sternhaufen    |                           |
| M 20        | 6514 |          | 8,0  | Gasnebel               | Trifidnebel               |
| M 21        | 6531 |          | 5,9  | Offener Sternhaufen    |                           |
| M 22        | 6656 |          | 5,5  | Kugelsternhaufen       |                           |
| M 23        | 6949 |          | 5,5  | Offener Sternhaufen    |                           |
| M 24        |      |          | 4,6  | Ansammlung von Sternen |                           |
| M 25        |      | IC 4725  | 4,6  | Offener Sternhaufen    |                           |
| M 28        | 6626 |          | 7,6  | Kugelsternhaufen       |                           |
| M 54        | 6715 |          | 8,4  | Kugelsternhaufen       |                           |
| M 55        | 6809 |          | 7,4  | Kugelsternhaufen       |                           |
| M 69        | 6637 |          | 8,3  | Kugelsternhaufen       |                           |
| M 70        | 6681 |          | 9,1  | Kugelsternhaufen       |                           |
| M 75        | 6864 |          | 9,2  | Kugelsternhaufen       |                           |
|             | 6522 |          | 9,9  | Kugelsternhaufen       |                           |
|             | 6537 |          | 11,6 | Planetarischer Nebel   |                           |
|             | 6544 |          | 7,5  | Kugelsternhaufen       |                           |
|             | 6546 |          | 8,0  | Offener Sternhaufen    |                           |
|             | 6553 |          | 8,3  | Kugelsternhaufen       |                           |
|             | 6568 |          | 8,6  | Offener Sternhaufen    |                           |
|             | 6589 |          | 10,5 | Reflexionsnebel        |                           |
|             | 6595 |          | 7,0  | Emissionsnebel         |                           |
|             | 6645 |          | 8,5  | Offener Sternhaufen    |                           |
|             | 6652 |          | 8,5  | Kugelsternhaufen       |                           |
|             | 6716 |          | 7,5  | Offener Sternhaufen    |                           |
|             | 6723 |          | 6,8  | Kugelsternhaufen       |                           |
|             | 6818 |          | 9,3  | Planetarischer Nebel   | Kleiner Edelstein         |
|             | 6822 |          | 8,7  | Irreguläre Galaxie     | Barnards Galaxie          |

Im Schützen ist eine Vielzahl von nebligen Objekten sichtbar. Fünfzehn nahm der französische Astronom und Kometenjäger Charles Messier in seinen Katalog (Messierkatalog) auf. Der Schütze ist damit das Sternbild mit den meisten „Messierobjekten“.
Die Sterne, Gas- und Dunkelwolken der Milchstraße versperren allerdings die Sicht auf weiter entfernte Objekte. Daher ist im Schützen nur eine hellere Galaxie sichtbar.
M 8 ist ein ausgedehnter Gasnebel in 6.000 Lichtjahren Entfernung. In den hellen Emissionsnebel ragt eine längliche Dunkelwolke, die an eine dunkle Lagune erinnert. M 8 wird daher auch als der „Lagunennebel“ bezeichnet. In den Nebel eingebettet ist ein Offener Sternhaufen. Die Region um M 8 ist ein Gebiet aktiver Sternentstehung. Bereits in kleineren Teleskopen bietet sich ein großartiger Anblick.
M 17 ist ein 6.000 Lichtjahre entfernter Emissionsnebel. Schon im Fernglas zeigt sich ein länglicher Nebel. Im Teleskop werden interessante Strukturen sichtbar, insbesondere, wenn man einen Interferenzfilter benutzt. Aufgrund seiner gebogenen Form wird M 17 auch als Omeganebel oder Schwanennebel bezeichnet.
M 18 ist ein eher unscheinbarer Sternhaufen in 4.000 Lichtjahren Entfernung.
M 20 ist der berühmte, oft abgebildete „dreigeteilte“ Trifidnebel, ein 6.000 Lichtjahre entfernter Emissionsnebel. Durch den Nebel ziehen sich dunkle Staubbänder, die ihn bildlich unterteilen. Allerdings braucht man gute Beobachtungsbedingungen (ein dunkler Himmel ohne künstliche Aufhellung und Dunst) um die Strukturen zu erkennen.
M 21 ist wiederum ein eher unspektakulärer offener Sternhaufen in 4.000 Lichtjahren Entfernung.
M 22 ist ein 10.000 Lichtjahre entfernter Kugelsternhaufen. Er ist der hellste Kugelsternhaufen am nördlichen Himmel und kann mit dem Teleskop am Rand in Einzelsterne aufgelöst werden.
M 23 ist ein offener Sternhaufen in 2.200 Lichtjahren Entfernung. Schon mit kleineren Teleskopen sind etwa 40 Sterne zu sehen.
M 24 ist eine dichte Ansammlung von Sternen der Milchstraße. Mit bloßem Auge erscheinen sie als „Sternwolke“. 
M 25 ist ein offener Sternhaufen in 2.500 Lichtjahren Entfernung. Er ist bereits mit bloßem Auge erkennbar. In einem kleineren Teleskop werden etwa 50 Sterne sichtbar.
M 28 ist ein 20.000 Lichtjahre entfernter Kugelsternhaufen. Im mittleren Teleskop kann der Rand in Einzelsterne aufgelöst werden.
M 54 ist ein Kugelsternhaufen, der mit 80.000 Lichtjahren sehr weit von der Sonne entfernt ist. Er gehört auch nicht zum Kugelsternhaufen-System unserer Milchstraße, sondern zu einer Zwerggalaxie. Um ihn in Einzelsterne aufzulösen, benötigt man ein größeres Teleskop.
M 55 ist mit 18.000 Lichtjahren Entfernung wesentlich näher. Der Kugelsternhaufen kann im mittleren Teleskop vollständig in Einzelsterne aufgelöst werden.
M 69 ist ein 30.000 Lichtjahre entfernter Kugelsternhaufen. Um ihn aufzulösen, benötigt man ein größeres Teleskop.
M 69, M 70 und M 75 sind Kugelsternhaufen, die schwieriger zu beobachten sind, da man ein größeres Teleskop benötigt, um sie aufzulösen. M 69 und M 70 sind 30.000 Lichtjahre entfernt, M 75 60.000 Lichtjahre.
NGC 6818 ist ein 6.000 Lichtjahre entfernter Planetarischer Nebel, also die abgestoßene Gashülle eines Sterns. Im mittleren Teleskop ist ein ovales grünliches Scheibchen sichtbar.
NGC 6822 ist eine 2 Millionen Lichtjahre entfernte Zwerggalaxie, die zur lokalen Gruppe gehört. Aufgrund ihrer geringen Helligkeit ist sie relativ schwierig zu beobachten. Sie wurde erst 1884 von Edward Barnard entdeckt.